# Mark Addy
Mark Ian Addy (sinh ngày 14 tháng 1 năm 1964) là một nam diễn viên người Anh.